# Pablo Runyan

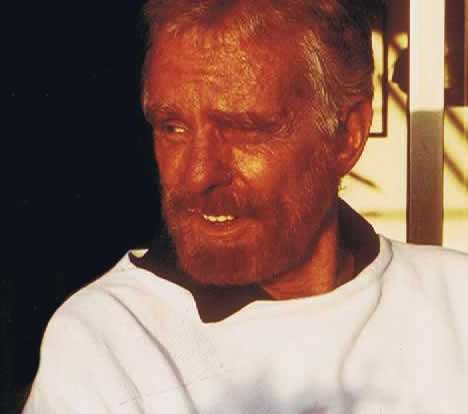
Pablo Runyan (1989)

Pablo Runyan Kelting (* 1925 in Panama; † 14. Februar 2002 in Madrid) war ein realistischer und surrealistischer Maler, Autor und Filmausstatter.

## Biographie
Sohn eines berühmten Tropenarztes und einer Bonsai-Spezialistin, wuchs Pablo Runyan in gut bürgerlichen Verhältnissen in Panama auf. 1943 zog es ihn nach New York, wo er die Schriftstellerin Anaïs Nin kennenlernte. Sie wurde seine Kunstmäzenin und stellte ihn auch bald ihrem Freund Max Ernst vor, der seine Begabung als Maler erkannte und ihn in seine bekannte Kunstakademie aufnahm. In New York traf er André Breton, Peggy Guggenheim, Max Ernst, Ava Gardner und Leonard Bernstein, welche ihn durch sein Leben begleiten sollten. Damals noch unsicher, ob er sich der Literatur oder Malerei widmen soll, entschied er sich kurzerhand für die Handelsmarine, um auf diese Weise die Welt zu bereisen. In dieser Zeit schrieb er seinen ersten Roman und ließ sich danach in Europa nieder. Runyan lebte in Paris und London und zog schließlich 1951 nach Madrid, um sich wieder der Malerei zu widmen. Dabei arbeitete er aber auch beim Film und Theater als Co-Autor, Schauspieler und Filmausstatter mit Persönlichkeiten wie Luis Buñuel oder Carlos Saura. Er arbeitete in Robert Enricos Film Boulevard du rhum mit Brigitte Bardot und Lino Ventura. In Carlos Sauras Film Cordoba mit Francisco Rabal spielte er die Rolle eines englischen Malers. Durch seine Persönlichkeit und seine Beziehungen wurde seine Wohnung in Madrid während und nach der Diktatur zum Treffpunkt von Persönlichkeiten des Films und der Malerei. Ava Gardner, Geraldine Chaplin, Octavio Paz, José Hernandez, Leonard Bernstein oder Carlos Saura waren viel gesehene Gäste. Seit 1970 widmete er sich dann ausschließlich der Malerei und stellte seine Werke in Galerien wie Clan oder Juana Mordo aus. Er arbeitete zusammen mit Künstlern wie Juan Prat in der Galerie Vandrés (1972), mit Daniel Garbade und Jorge Arxe in ARCO 1984 in der Galerie Walcheturm, Zürich, oder mit Jaume Plensa, Eduardo Chillida und Antonio Saura in der Juan March Stiftung (1998).